# Анелін (Велюнський повіт)
Анелін (пол. Anielin) — село в Польщі, у гміні Конопниця Велюнського повіту Лодзинського воєводства.
Населення — 64 особи (2011).
У 1975-1998 роках село належало до Серадзького воєводства.

## Демографія
Демографічна структура станом на 31 березня 2011 року:
|          | Загалом | Допрацездатний вік | Працездатний вік | Постпрацездатний вік |
| -------- | ------- | ------------------ | ---------------- | -------------------- |
| Чоловіки | 35      | 3                  | 28               | 4                    |
| Жінки    | 29      | 8                  | 13               | 8                    |
| Разом    | 64      | 11                 | 41               | 12                   |